# 乙酰丙酮铈
乙酰丙酮铈是一种铈配合物，化学式为Ce(C5H7O2)3。它一般以三水合物的形式存在，并可脱去一分子水可以得到二水合物，它们是黄色固体。

## 用处
乙酰丙酮铈是使用溶胶凝胶工艺进行中等多孔二氧化铈纳米晶体的前体。它也可以和乙酰丙酮钆混合，制备钆杂二氧化铈 (Gadolinia-Doped Ceria，GDC) 凝胶粉末。